# Rozhledna Kraličák
Rozhledna Kraličák (nazývaná také Na Kraličáku, Na Štvanici nebo Stříbrná Twiggy) je dřevěná a ocelová vyhlídková věž na vrchu Štvanice v pohoří Králický Sněžník v Jesenické oblasti, v katastrálním území Hynčice pod Sušinou města Staré Město v okrese Šumperk v Olomouckém kraji.

## Další informace
Konstrukčně jde o 35 metrů vysokou, štíhlou válcovou vertikálu zajištěnou lany. Rozhledna je také příhradové konstrukce. Je postavena z modřínového dřeva a oceli. Uprostřed vede schodiště se 152 schody, horní vyhlídka je krytá. Byla navržena ateliérem Huť architektury Martina Rajniše, investorem celoročně otevřené rozhledny je zdejší lyžařské středisko Kraličák. Současně s rozhlednou zde bylo postaveno také dřevěné odpočívadlo Na Štvanici. Oba objekty vznikly v roce 2018.

## Galerie

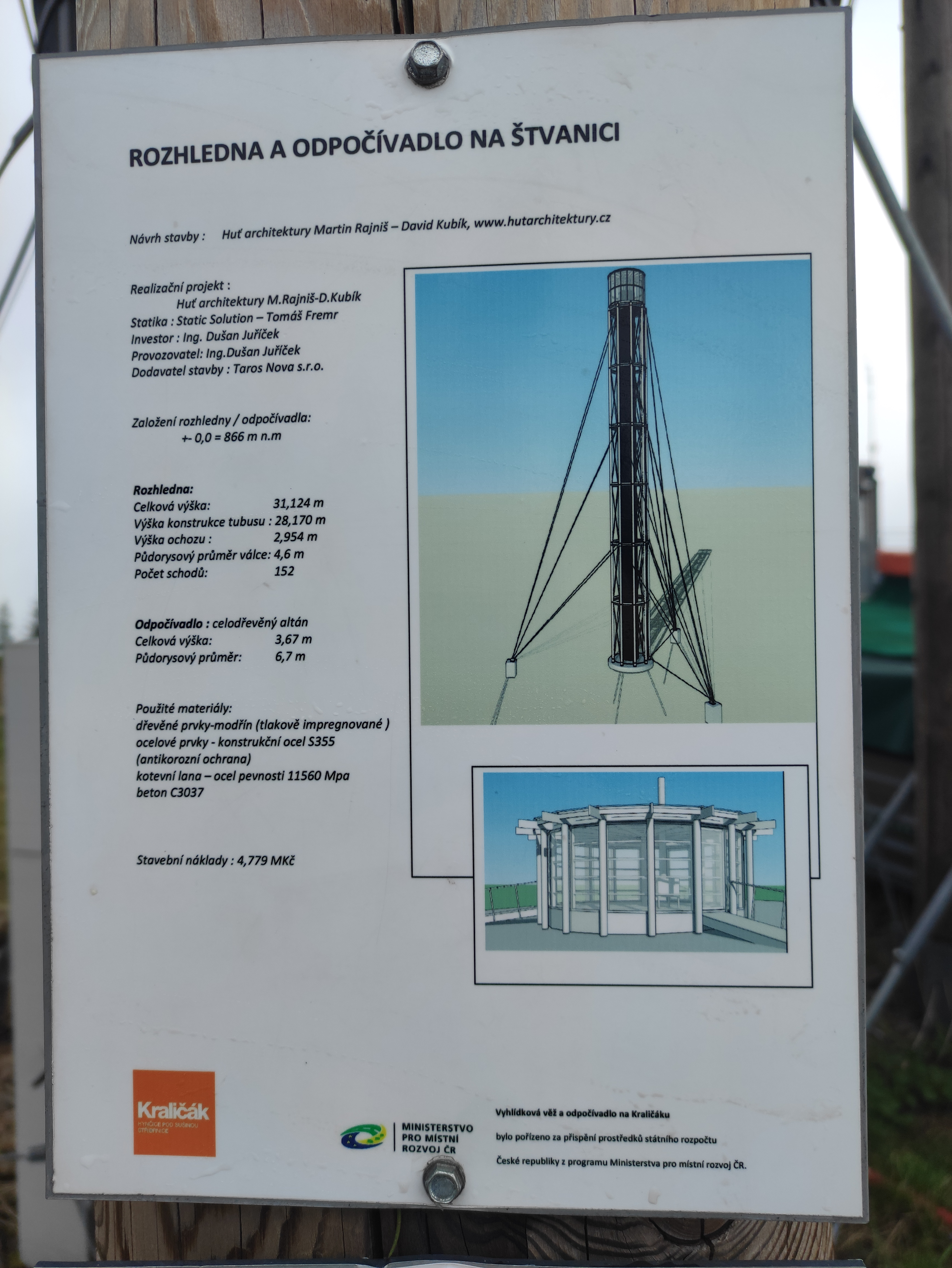
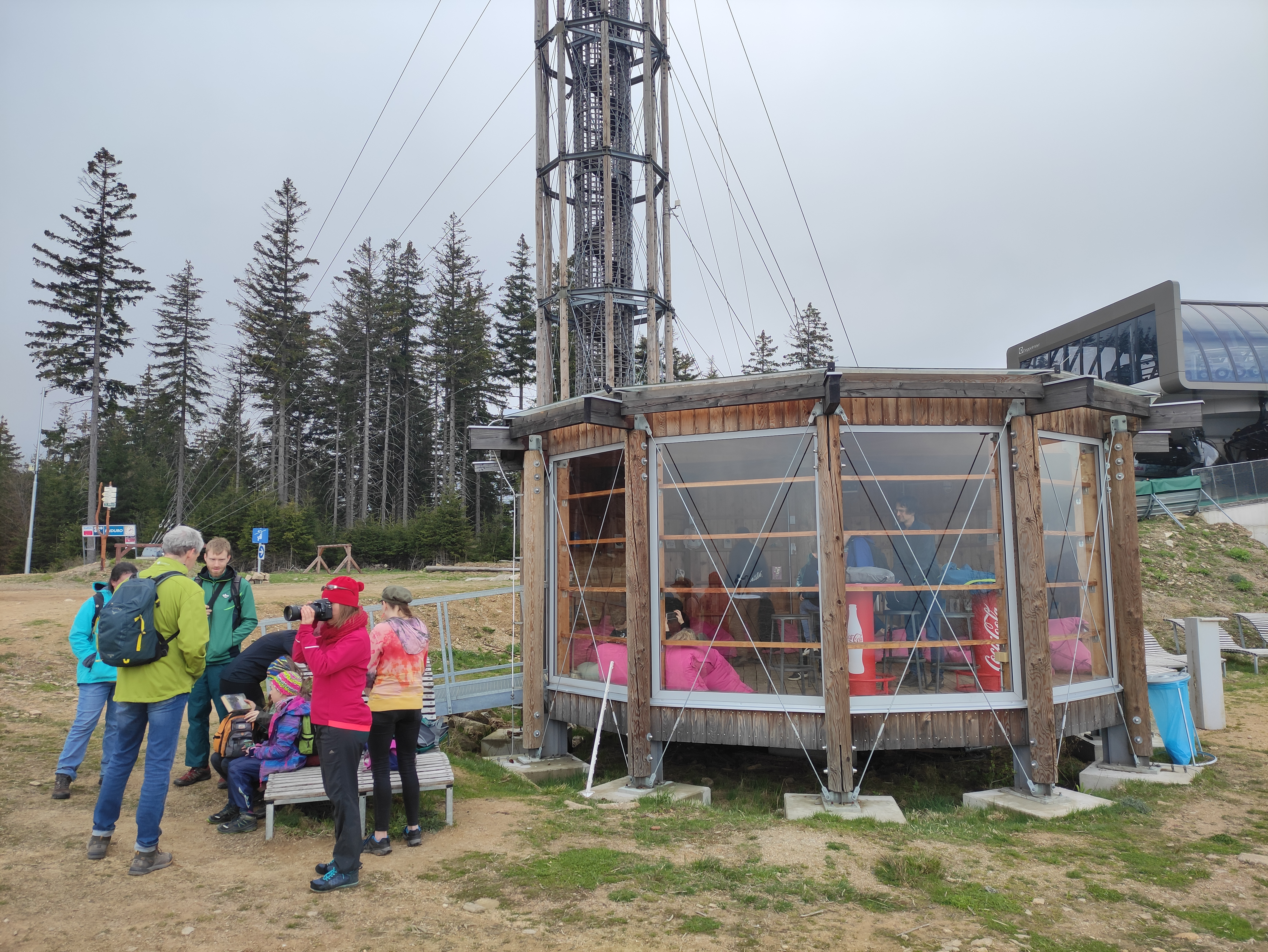